# Edgar Wallace
Edgar Wallace (n. 1 aprilie 1875, Greenwich, Anglia - d. 10 februarie 1932, Hollywood, Statele Unite) a fost un scriitor englez de thriller și romane polițiste, regizor și jurnalist.

## Biografia
Edgar Wallace, este un pseudonim, numele lui adevărat fiind „Richard Horatio Edgar” a fost fiul nelegitim a unei perechi de artiști, fiind adoptat de un comerciant de pește din Londra. 
Wallace crește într-o stare de sărăcie, nu a terminat școala. Cu toate acestea ajunge să relateze știrile în presă din „Războiul Bur” (1899-1902), Africa de Sud. La întoarcerea în țară lucrează ca jurnalist și corespondent special de presă.
În anul 1905 apare în editura lui proprie romanul thriller „Cei patru justițiari” (The Four Just Men) care a fost un roman de succes, însă pentru scriitor a fost un dezastru financiar. El a declarat că cine va ghici deznodământul romanului va primi 500 de lire.
Numai prin intervenția lordului Harmworth de la ediția ziarului englez „Daily Mail” salvează Wallace de la o sărăcire completă. Este de asemenea cunoscută activitatea sa jurnalistică și romanele lui despre Africa care au fost publicate în 1911 sub titlul „Nisipurile curentului”. În anii 1930 s-a dus în Statele Unite, unde autorul a fost angajat să scrie scenariul filmului King Kong.
Romanul său criminalistic cel mai renumit fiind „Vrăjitorul” care a fost prezentat și ca piesă de teatru, romanul său „The Squeaker” (Trișorul) (1930) a fost ecranizat sub regie proprie. Romanele lui Wallace vor fi traduse în 44 de limbi prin anii 1940. 
Wallace suferă mult de pe urma succesului său, devine supraponderal (gras), îmbolnăvindu-se de diabet, care nefiind tratat, boala îi va deveni fatală într-o călătorie prin SUA moare la vârsta de 57 de ani.
În Germania (1959) este prezentat filmul „Der Frosch mit der Maske” (Broasca mascată), ceea ce a declanșat o popularitate deosebită a scriitorului englez, urmând 38 de ecranizări a romanelor sale în Europa de vest.
În anul 1999 arhivele filmelor criminalistice germane, acordă operelor lui Wallace premiul „Edgar Allan Poe”.

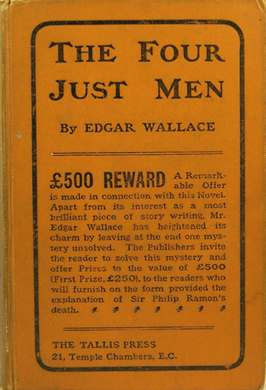
The Four Just Men din 1905
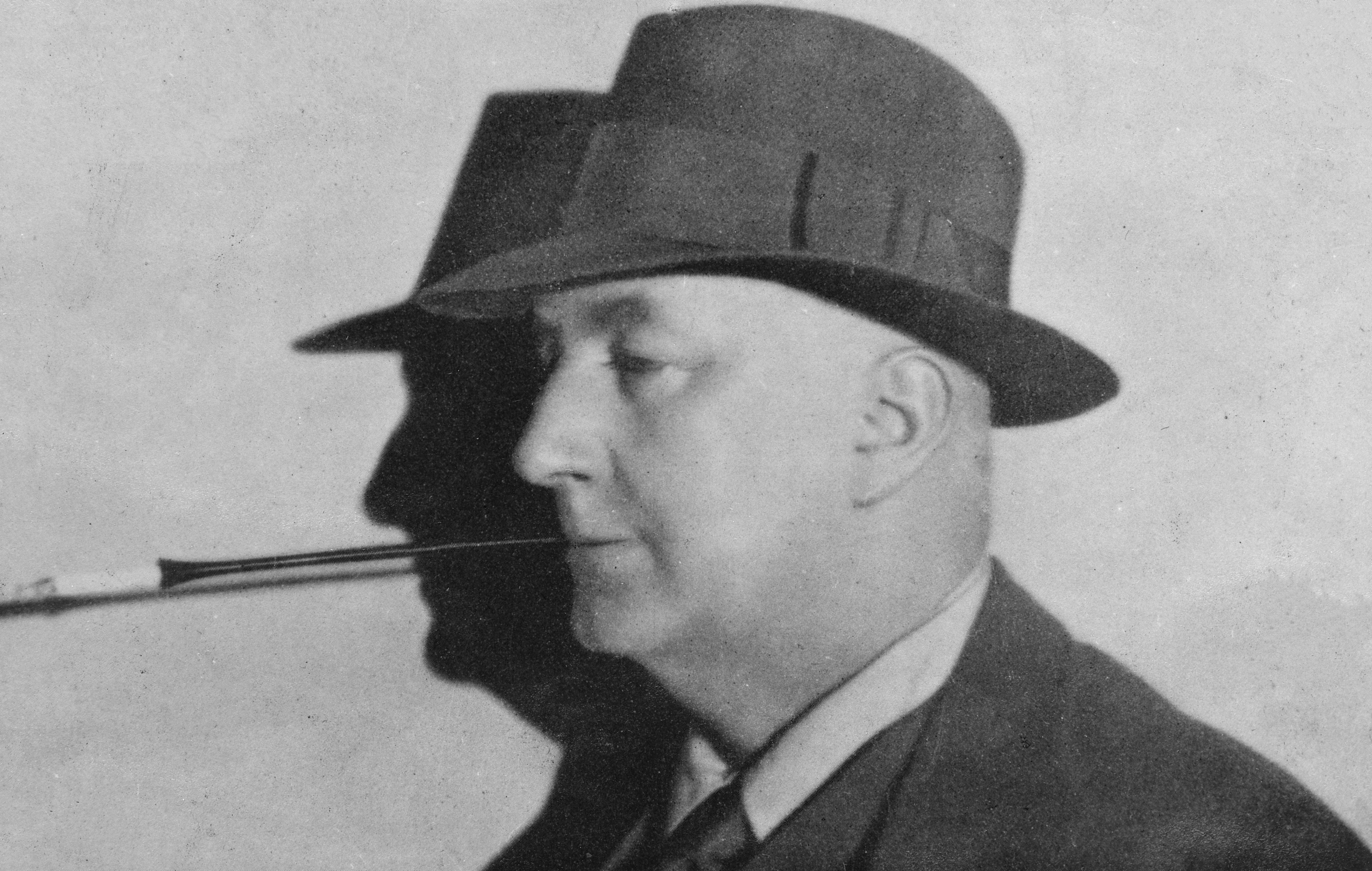
Edgar Wallace

## Operă

### Romane africane
- Sanders of the River (1911)
- The People of the River (1911)
- The River of Stars (1913, Fluviul diamantelor)
- Bosambo of the River (1914)
- Bones (1915)
- The Keepers of the King's Peace (1917)
- Lieutenant Bones (1918)
- Bones in London (1921)
- Sandi the Kingmaker (1922)
- Bones of the River (1923)
- Sanders (1926, Misterul vrăjitoarei africane)
- Again Sanders (1928)

### Romane polițiste
- The Four Just Men (1905, Dreptate fără lege)
- The Council Of Justice (1908, Consiliul Justiției)
- Angel Esquire (1908)
- The Nine Bears (1910)
- The Fourth Plague (1913)
- Grey Timothy (1913)
- The Man Who Bought London (1915)
- The Melody of Death (1915, Colierul de diamante)
- A Debt Discharged (1916, Clubul crimei)
- The Tomb of T’Sin (1916)
- The Just Men of Cordova (1917, Justițiarii din Cordoba, Cei trei din Cordova, Justițiarii din Cordova)
- The Secret House (1917, Casa misterelor, Scaunul morții, Casa secretă)
- The Strange Lapses of Larry Loman (1917)
- The Clue of the Twisted Candle (1918, Victima care ucide, Asasinul de la capătul lumii, Tiranul)
- Down Under Donovan (1918)
- The Green Rust (1919, Un individ periculos, Prăpădul)
- Kate Plus 10 (1919, Misterul trenului de aur)
- The Man Who Knew (1919)
- The Daffodil Mystery (1920, Misterul narcisei galbene)
- Jack O’Judgment (1920, Jack Judecătorul)
- The Law of the Four Just Men (1921, Legea celor patru justițiari)
- The Angel of Terror (1922)
- The Crimson Circle (1922, Secretul cercului purpuriu, Cercul roșu)
- Mr Justice Maxell (1922)
- The Valley of Ghosts (1922, Valea fantomelor)
- [The] Captain[s] of Souls (1923)
- The Clue of the New Pin (1923, Crima din Mayfield)
- The Green Archer (1923, Arcașul Verde)
- The Missing Million (1923, Milionul tăinuit)
- The Dark Eyes of London (1924, Omul de la miezul nopții)
- Double Dan (1924)
- Educated Evans (1924)
- The Face in the Night (1924, Fantoma din intuneric)
- Room 13 (1924, Camera 13)
- The Sinister Man (1924)
- The Three Oaks Mystery (1924)
- The Blue Hand (1925)
- The Daughters of the Night (1925, Fiicele nopții)
- The Fellowship of the Frog (1925, Asociația secretă „Broscoiul”)
- The Gaunt Stranger/The Ringer (1925/1926, Vrăjitorul, Cartea atotputerniciei)
- A King By Night (1925)
- The Mind of Mr. J.G. Reeder (1925, Instinctul lui J.G. Reeder)
- The Strange Countess (1925)
- The Avenger (1926 , Răzbunătorul)
- The Black Abbot (1926, Taina călugărului negru)
- The Day of Uniting (1926)
- The Door With Seven Locks (1926, Ușa cu șapte broaște)
- The Joker (1926)
- The Man From Morocco (1926)
- The Million Dollar Story (1926)
- More Educated Evans (1926)
- The Northing Tramp (1926, Vagabondul)
- Penelope of the Polyantha (1926)
- The Square Emerald (1926)
- The Terrible People (1926, Banda groazei)
- We Shall See! (1926)
- The Three Just Men (1926, Cei trei justițiari - partea I, Cei trei fii ai dreptății)
- The Yellow Snake (1926, Șarpele Galben)
- Big Foot (1927, Big Foot)
- The Brigand (1927)
- The Feathered Serpent (1927)
- Flat 2 (1927)
- The Forger (1927, Falsificatorul)
- Good Evans (1927)
- The Hand of Power (1927)
- The Man Who Was Nobody (1927)
- The Mixer (1927, Gentlemanul)
- Number Six (1927)
- The Squeaker (1927, Denunțătorul)
- Terror Keep (1927, Hanul teroarei)
- The Traitor’s Gate (1927, Giuvaerele coroanei, Vinerea neagra)
- The Double (1928, Substituirea, Dublura)
- Elegant Edward (1928)
- The Flying Squad (1928, Comandoul de asalt)
- The Gunner (1928)
- The Orator (1928, Inspectorul O. Rater)
- The Thief in the Night (1928)
- The Twister (1928, Trișorul)
- Again the Ringer (1929)
- Again the Three Just Men (1929, Cei trei justițiari - partea II)
- The Big Four (1929)
- The Black (1929, Omul din Maroc)
- The Cat-Burglar (1929)
- Circumstantial Evidence (1929)
- Fighting Snub Reilly (1929)
- For Information Received (1929)
- Forty-Eight Short Stories (1929)
- The Ghost of Down Hill (1929)
- The Golden Hades (1929)
- The Green Ribbon (1929, Secretul afacerilor Trigger)
- The India Rubber Men: Inspector John Wade (1929, Măștile morții)
- Four Square Jane (1929)
- Red Aces (1929)
- The Terror (1929, Teroare)
- The Man Who Changed His Name (1929)
- Sentimental Simpson (1929)
- The Lone House Mystery (1929, Misterul casei singuratice)
- Planetoid 127 (1929)
- The Queen of Sheba’s Belt (1929)
- The Hand of Power (1930)
- Silinski – Master Criminal: Detective T.B. Smith (1930)
- The Thief in the Night (1930)
- White Face (1930)
- The Iron Grip (1930)
- The Clue of the Silver Key (1930, Secretul cheii de argint)
- The Lady of Ascot (1930, Castelana din Ascot)
- The Ringer Returns (1931)
- The Man At The Carlton (1931, Omul de la Carlton)
- The Coat Of Arms (1931)
- On the Spot: Violence and Murder in Chicago (1931, Gangsterul)
- When The Gangs Came To London (1932)
- Sergeant Sir Peter (1932)
- The Guv’nor / The Man Who Passed (1932)
- The Shadow Man & The Man Who Passed 1932)
- The Frightened Lady (1933, Moartea stă la pândă, Cine-i criminalul?)
- The Green Pack (1933)
- The Devil Man (1934)
- Mr J. G. Reeder Returns (1934)
- The Woman From The East (1934)

### Alte romane, povești și poezii
- The Mission That Failed (1898)
- War And Other Poems (1900)
- Writ In Barracks (1900)
- Unofficial Despatches (1901)
- Smithy (1905)
- Captain Tatham Of Tatham Island (1909)
- Smithy Abroad (1909)
- The Duke In The Suburbs (1909)
- Private Selby (1912)
- The Admirable Carfew (1914)
- Smithy And The Hun (1915)
- 1925 – The Story Of A Fatal Place (1915)
- Tam Of The Scouts (1918)
- Those Folk of Bulboro (1918)
- The Adventure of Heine (1919)
- The Fighting Scouts (1919)
- The Book Of All Power (1921)
- Flying Fifty-five (1922, Numărul 55)
- The Books Of Bart (1923)
- Chick (1923)
- The Secret of the Moat Farm (1924)
- The Murder on Yarmouth Sands (1924)
- Barbara On Her Own (1926)
- This England (1927)
- The Suburban Lothario (1928)
- The Reporter (1929, Reporterul)

### Cărți de non-ficțiune
- Our Fighting Forces – Famous Scottish Regiments (1914)
- Field Marshal Sir John French (1914)
- Heroes All: Gallant Deeds Of The War (1914)
- The Standard History Of The War (1914)
- Kitchener’s Army And The Territorial Forces: The Full Story Of A Great Achievement (1915)
- Vol. 2–4 War Of The Nations (1915)
- Vol. 5–7 War Of The Nations (1916)
- Vol. 8–9 War Of The Nations (1917)
- Tam Of The Scouts (1918
- People (1926)

### Piese de teatru
- An African Millionaire (1904)
- The Forest of Happy Dreams (1910)
- Dolly Cutting Herself (1911)
- The Manager's Dream (1914)
- M'Lady (1921)
- The Mystery of room 45 (1926)
- Double Dan (1927)
- A Perfect Gentleman (1927)
- The Terror (1927)
- Traitors Gate (1927)
- The Lad (1928)
- The Man Who Changed His Name (1928)
- The Squeaker (1928)
- The Calendar (1929)
- Persons Unknown (1929)
- The Ringer (1929)
- The Mouthpiece (1930)
- On the Spot (1930)
- Smoky Cell (1930)
- The Squeaker (1930)
- To Oblige A Lady (1930)
- The Case of the Frightened Lady (1931)
- The Old Man (1931)
- The Green Pack (1932)
- The Table (1932)

### Scenarii
- The Valley of Ghosts (1928)
- Mark of the Frog (1928)
- Prince Gabby (1929)
- The Squeaker (1930)
- The Hound of the Baskervilles (1932)
- King Kong (1932)